# Abstrakt konst

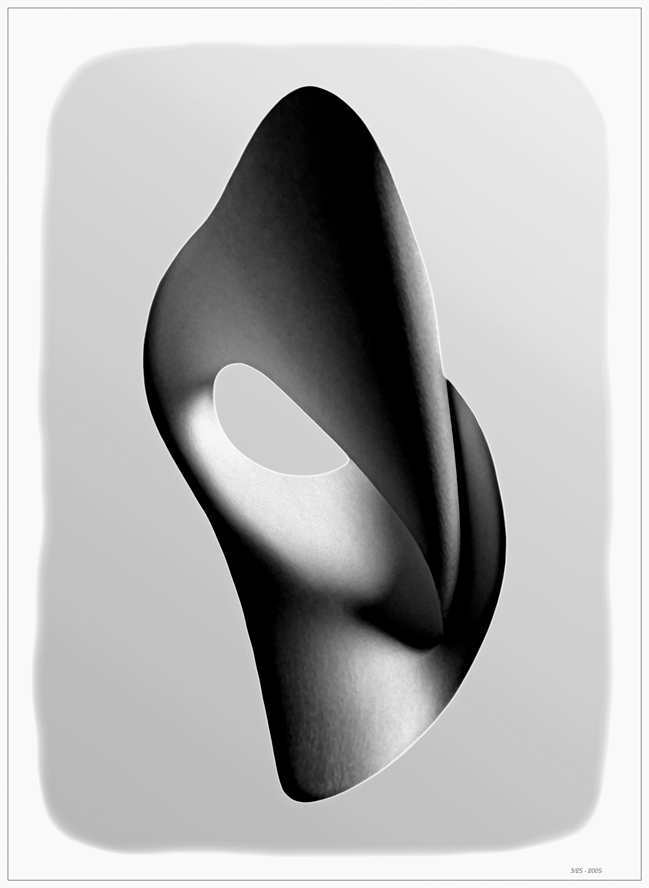
Exempel på abstrakt konst.

Abstrakt konst, eller icke-föreställande konst, är konst som inte imiterar eller direkt skildrar den yttre verkligheten. Vissa begränsar termen till att gälla endast nonfigurativ konst, medan andra använder den om konst som inte föreställer något, men som har sitt ursprung i verkligheten.

## Karaktär
Olika beteckningar har föreslagits (icke-föreställande konst, absolut konst, konkret konst) men ingen har blivit allmänt accepterad. "Abstrakt" används ofta som ett ungefärligt begrepp om målningar som har ett mer eller mindre abstrakt utförande. Det ursprungliga motivet till en abstrakt målning, till exempel ett landskap eller ett stilleben, kan vara synligt eller utläsbart; de flesta kubistiska målningar är av det slaget. Det kan också röra sig om enbart symboliska eller geometriska former utan något direkt samband med den yttre verkligheten, som hos Mondrian. I en tredje form av abstrakt konst kan penselskrift, färg och struktur hos det använda materialet ge en antydan om hur målningen växt fram, som i Pollocks verk.
Bakom all abstrakt konst ligger tanken att form och färg i sig själva kan påverka betraktaren, och en stor del av 1900-talets måleri och skulptur har strävat efter att, i likhet med musiken, vara utan föreställande innehåll. Källor och paralleller till den här sortens konst finner man i keramisk dekor, dekorativa mönster i handskrifter och konsthantverk (särskilt i keltisk konst, till exempel Book of Kells), i islamisk konst, i stamskulptur samt i icke-realistiska inslag i europeisk konst, till exempel förenklade arkitekturbakgrunder i Fra Angelicos målningar.

## Utveckling
1900-talets abstrakta konst har bland annat sitt ursprung hos Cézanne, som behandlade vissa landskapsmotiv som solida geometriska former och vars målningar beundrades av kubisterna. Kubismen, den första abstrakta stilen, hade en avgörande inverkan på andra konstnärer och grupper, men det var inte kubisterna utan andra grupper som underströk färgens självständiga värde. Platta ytmönster, som Gauguin och Pont-Aven-målarna arbetade med på sina målningar, togs upp av nabisterna, fauvisterna intresserade sig särskilt för färgens frigörelse. Färgens känslomässiga inverkan var också av största betydelse för den tyska expressionismen.

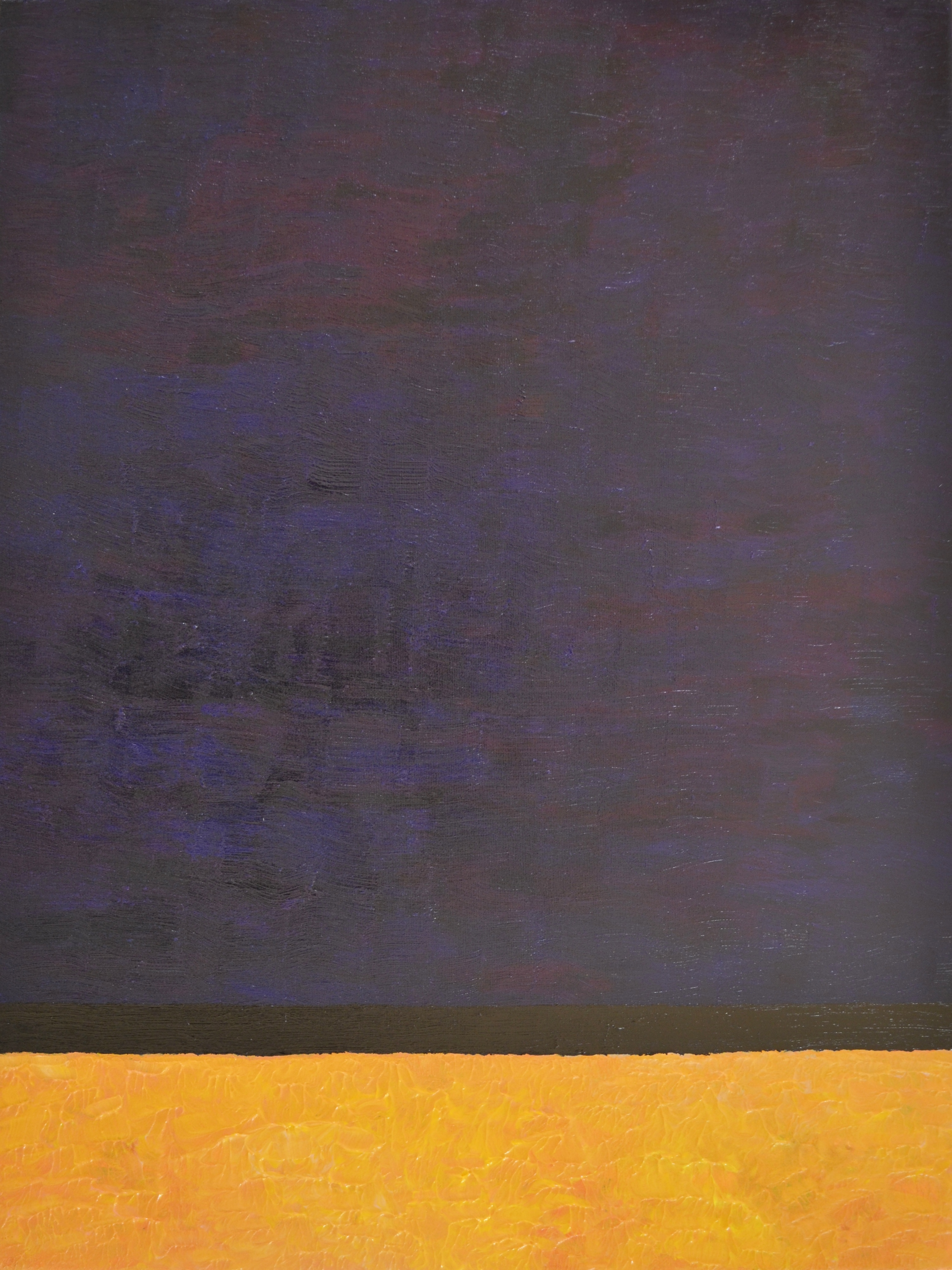
Exempel på abstrakt målning, Natalia Plachta Fernandes, Sand

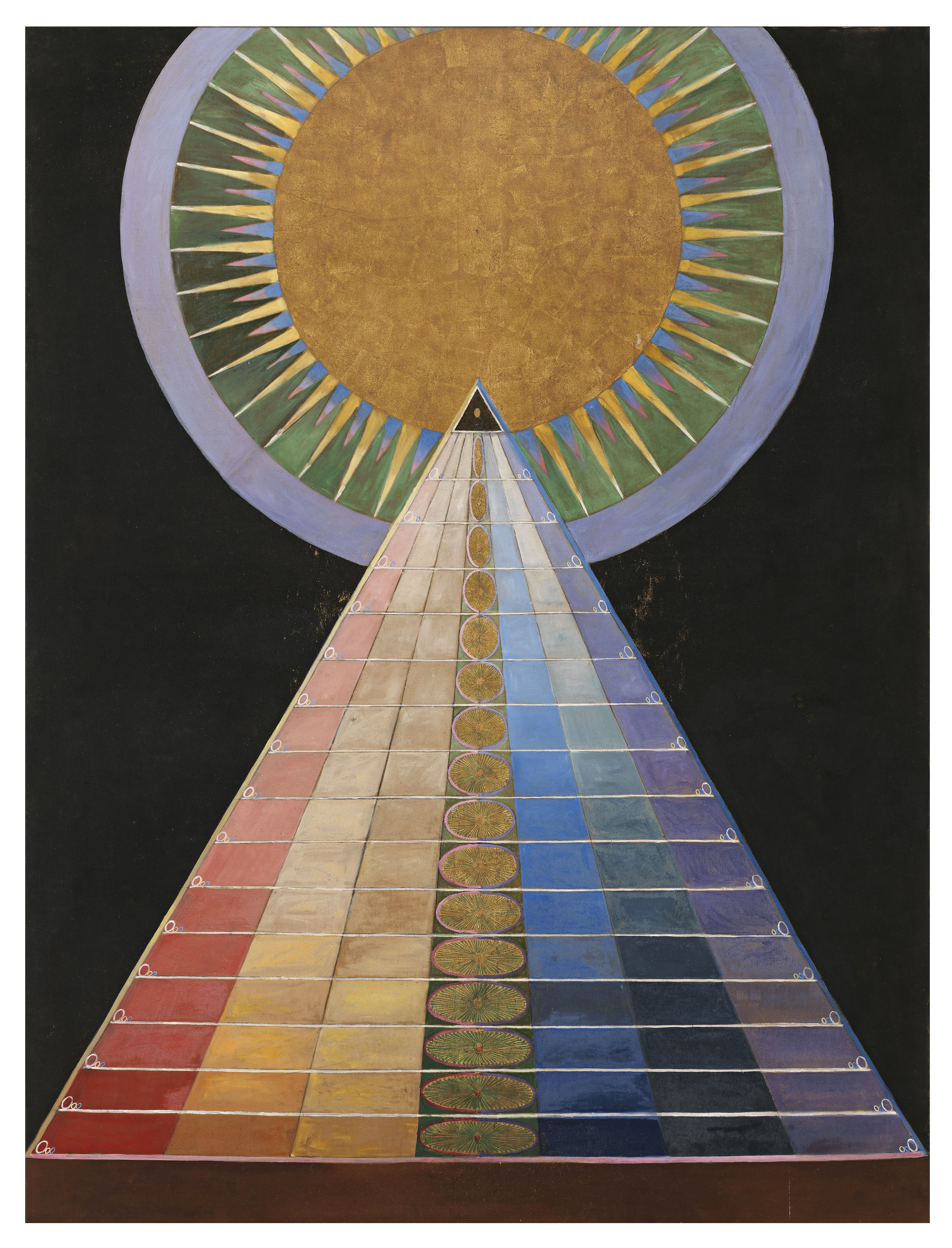
Hilma af Klint, Målningarna till templet no 1, 1907.

Den första abstrakta målningen har ofta tillskrivits Vasilij Kandinskij 1911, men innan dess fanns det flera målare i vilkas arbeten motivet hade blivit praktiskt taget omöjligt att urskilja, till exempel hos Adolf Hölzel och till viss del Gustave Moreau. Allra tidigast var kanske Hilma af Klints verk från 1906.
Efterträdare och medtävlare till kubismen blev futurismen i Italien, vorticismen i England, De Stijl i Nederländerna och olika former av abstrakt konst i Ryssland, inklusive Gontjarovas och Larionovs rayonism, konstruktivismen samt den strängt geometriskt abstrakta konsten hos Malevitj, suprematismen.
Olika former av abstraktion blev vanligare i måleri och skulptur på 1920-talet, ofta med en geometrisk utgångspunkt: ett undantag är Arp som gjorde slumpmässiga kompositioner (till exempel med rivet papper) och de experiment med mer informella former av abstrakt konst som utfördes inom surrealismen.
Huvudriktningen för abstrakt konst under 1930-talet var geometrisk, och 1931 bildades gruppen Abstraction-Création. Denna sammanslutning för abstrakt konst följdes efter andra världskriget av Salon des Réalités Nouvelles. Alltsedan kriget har informella kompositioner och nya tekniska lösningar varit vanligare, och huvudriktningen kallas abstrakt expressionism.
Skulpturen under 1900-talet har ofta varit abstrakt, särskilt hos många av de ledande gestalterna som Arp, Brâncuşi och Calder.
Svenska konstnärer vars måleri pekar emot en mer abstrakt konst kan vara Olle Baertling, Lennart Rodhe, Carl Kylberg och Ann Edholm.
Hilma af Klint (1862–1944) är en för många okänd gigant i den svenska och internationella konsthistorien. Hilma af Klint var en radikal banbrytare för en konst som vände sig bort från den synliga verkligheten. Redan åren runt förra sekelskiftet utvecklade hon ett abstrakt bildspråk, oberoende av och flera år före Vasilij Kandinskij, Piet Mondrian och Kazimir Malevitj.